# Gérard Bökenkamp
Gérard Bökenkamp (* 1980) ist ein deutscher Historiker und Publizist.

## Berufliche Tätigkeit
Bökenkamp forscht schwerpunktmäßig zu Wirtschafts- und Zeitgeschichte, insbesondere zur Geschichte internationaler Politik. Seine Dissertation „Das Ende des Wirtschaftswunders“ erhielt 2011 den Europapreis des Vereins Berliner Kaufleute und Industrieller (VBKI).
Er veröffentlichte eine Reihe von Büchern und Artikel zu politischen und wirtschaftlichen Themen und ist Autor bei Eigentümlich frei und Gastautor bei der Achse des Guten.

## Bücher
- Markt, Freiheit und Reform: Ein Milton-Friedman-Brevier (Meisterdenker der Freiheitsphilosophie), Neue Zürcher Zeitung NZZ Libro, 2012, ISBN 978-3-828205-16-1.
- Ökonomie der Sexualität: Von der Liebesheirat bis zur Sexualität, FinanzBuch Verlag, 2014, ISBN 978-3-898798-81-5.
- Das Ende des Wirtschaftswunders: Geschichte der Sozial-, Wirtschafts- und Finanzpolitik in der Bundesrepublik 1969 – 1998, De Gruyter Oldenbourg, 2010, ISBN 978-3-828205-16-1.
- Milton Friedman für jedermann: Der ökonomische Freiheitskämpfer (Ökonomen für Jedermann), Frankfurter Allgemeine Buch, 2015, ISBN 978-3-956010-90-3.
- Meinungsfreiheit und Religion (Argumente der Freiheit), Universum Kommunikation und Medien, 2014, ISBN 978-3-942928-10-6.
- Die tägliche Dosis Liberalismus (hrsg. von Michael von Prollius), BoD, 2014, ISBN 978-3-735718-40-2.